# ذخیره‌گاه زیست‌کره ایپاسا ماکوکو
ذخیره‌گاه زیست‌کره ایپاسا ماکوکو (به لاتین: Ipassa Makokou Biosphere Reserve) یک ذخیره‌گاه زیست‌کره در گابن است.